# Karl Gustaf Staaf
Karl Gustaf Vilhelm Staaf (ur. 6 kwietnia 1881 w Sztokholmie, zm. 15 lutego 1953 w Motali) – szwedzki przeciągacz liny i lekkoatleta.
Staaf wziął udział w Igrzyskach Olimpijskich w 1900 odbywających się w Paryżu. Zajął 5. miejsce w rzucie młotem i 7. w skoku o tyczce. Startował również w trójskoku i w trójskoku z miejsca, lecz jego wyniki są nieznane. Był także na liście startowej konkurencji rzutu dyskiem, jednak nie przystąpił do zawodów. Jako członek drużyny mieszanej (duńsko-szwedzkiego zespołu) razem z Edgarem Aabye, Charlesem Wincklerem, Augustem Nilssonem, Gustafem Soederstremem i Eugenem Schmidtem startując przeciwko francuskiej drużynie w przeciąganiu liny zdobył złoty medal.
W 1900 zdobył tytuły mistrza Szwecji w skoku o tyczce, rzucie dyskiem i pięcioboju.